# دونالد پاتریک هاروی
دونالد پاتریک هاروی (انگلیسی: Donald Patrick Harvey؛ زادهٔ ۳۱ مهٔ ۱۹۶۰) یک هنرپیشه و صداپیشه اهل ایالات متحده آمریکا است.
از فیلم‌ها یا برنامه‌های تلویزیونی که وی در آن نقش داشته است می‌توان به جان‌سخت ۲، تسخیرناپذیران، ربوده شده ۳، راز در چشمان‌شان، آنامورف، در عمق زیاد و هشت مرد بیرونی اشاره کرد.